# Цветкович, Драган
Драган Цветкович (фр. Dragan Cvetković; 19 сентября 1961, Белград, СР Сербия / Славонски-Брод, СР Хорватия, Югославия) — югославский и французский футболист, полузащитник. Французский и сербский тренер.

## Биография
Всю карьеру игрока провёл в клубах Франции «ИНФ Виши» (1979—1980), «Расинг» Безансон (1980—1984), «Бастия» (1984—1958), «Фонтенбло» (1985—1986), «Монлюсон» (1986—1987), «Сент» (1987—1990), «Бержерак» (1990—1994).
В сезоне 1993/94 был тренером в «Бержераке». Главный тренер французских клубов «Проприано» (1994—1995), «Рошфор» (1995—1998), «Кальви» (1999), «Тулон» (2001—2003).
С января 2004 года — тренер клуба чемпионата России «Алания» Владикавказ, пришёл вместе с главным тренером Ролланом Курбисом. В сентябре Курбис покинул клуб. Цветкович провёл три матча в качестве исполняющего обязанности главного тренера и вскоре также уехал во Францию.
Главный тренер клубов «Порто-Веккьо» (2005—2006), «Эр-Райян» (2006—2007, Катар), «ЖСМ Беджая» (2008, Алжир), «Тулон» (2008—2009), тунисских команд «Хаммам-Лиф» (2010—2011), «Монастир» (2012—2013), «Ла-Марса» (2013), «Кайруан» (2014), «Этуаль дю Сахель» (2014), французских «Лиможа» (2016—2017), «Суайо» (2021—2022), «Балань» (2022). В 2019—2020 годах — технический директор клуба ДР Конго «ТП Мазембе», в 2020 году — главный тренер клуба.